# Eupithecia bowmani
Eupithecia bowmani är en fjärilsart som beskrevs av Samuel E. Cassino och Louis W. Swett 1923. Eupithecia bowmani ingår i släktet Eupithecia och familjen mätare. Inga underarter finns listade i Catalogue of Life.